# Lukavac (Kruševac)
Pour les articles homonymes, voir Lukavac.
Lukavac (en serbe cyrillique : Лукавац) est un village de Serbie situé sur le territoire de la Ville de Kruševac, district de Rasina. Au recensement de 2011, il comptait 270 habitants.

## Démographie
| 1948 | 1953 | 1961 | 1971 | 1981 | 1991 | 2002 | 2011 |
| ---- | ---- | ---- | ---- | ---- | ---- | ---- | ---- |
| 314  | 313  | 301  | 286  | 308  | 318  | 287  | 270  |

|  |